# Glitter in the Air
„Glitter in the Air” – piosenka Pink pochodząca z jej albumu Funhouse. Tekst napisała sama piosenkarka i Billy Mann. 31 stycznia 2010 piosenkę wydano jako siódmy singel z albumu.

## Sukcesy
Piosenka zadebiutowała na 18. i 13. miejscu w USA, Kanadzie i Stanach Zjednoczonych. 11 lutego 2010 piosenka zadebiutowała na 18. pozycji w Billboard Hot 100, ze sprzedażą ponad 114.000 sztuk. W tym samym tygodniu, zadebiutowała na 13. miejscu w Canadian Hot 100.
"Glitter in the Air” był wykonywany na żywo w trasie Funhouse Tour w 2009.

## Lista utworów

### Digital download
1. „Glitter in the Air” – 3:47

### Live At the 52nd Annual Grammy Awards
1. „Glitter in the Air (Live At the 52nd Annual Grammy Awards)” – 5:11
2. „Glitter in the Air (Video)” – 5:1
3. „Glitter in the Air” – 3:46

### Digital single
1. „Glitter in the Air” – 3:46
2. „Glitter in the Air (Live From Australia)” – 5:15